# Diorite Glacier
Diorite Glacier är en glaciär i Antarktis. Den ligger i Västantarktis. Argentina, Chile och Storbritannien gör anspråk på området. Diorite Glacier ligger 533 meter över havet.
Terrängen runt Diorite Glacier är kuperad åt nordväst, men åt sydost är den bergig. Havet är nära Diorite Glacier västerut. Trakten är glest befolkad. Närmaste befolkade plats är Gonzalez Videla Station, 5,2 kilometer nordväst om Diorite Glacier. 